# Tribalios
Tribalios, tríbalos, tribalianos o triballi (en griego Τριβαλλóι, Triballoi), una de las principales tribus de los tracios, que entró en conflicto con macedonios y desplazada definitivamente por los romanos al norte de la desembocadura del Danubio.Según Plinio el Viejo eran proverbiales creyentes de la magia y los efectos del mal de ojo.

## El país de los tribalios

La Tribalia, según la información combinada de Claudio Ptolomeo, Dion Casio y otras fuentes antiguas.

Habitaban en zonas de las actuales Kosovo, Serbia, Bulgaria y algunas áreas de la frontera sur de Rumania. Ocupaban el territorio situado al oeste del actual río Iskar (el Oescus de los romanos), afluente del Danubio, que corresponde a la actual Bulgaria.
Era aquel el país que los griegos llamaban Tribalia, en la que sería la provincia romana de Mesia. Sus tierras se abrían hacia el noroeste desde la confluencia de los ríos Morava del Oeste y Morava del Sur (llamados Angrus y Bongrus por los romanos). Pero la Tribalia también abarcó hacia el sur, en determinados momentos, el llamado "llano de los Tribalios", la actual cuenca de Kosovo.
Claudio Ptolomeo señaló que en su tiempo (siglo I) el grupo estaba confinado entre los ríos Ciaebrus (Tzibritza) y Utus, como capital de los tribalios la ciudad de Oescus (la posterior población romana de Ulpia Escus, actual villa de Gigen, cerca de Pleven, Bulgaria). Por lo tanto, la Tribalia de inicios de la era actual se limitaba principalmente a las provincias búlgaras de Lovech, Montana y Pleven.
Pero la tribu tenía un radio de acción que rebasaba los límites de la Tribalia. Algunas fuentes relacionan su historia con el área de la desembocadura del Danubio. Por lo menos, con motivo de sus guerras con los macedonios se desplazaron hacia esa zona y, según Apiano, tras ser derrotados por los romanos se instalaron definitivamente al norte del delta, en la actual costa rumana del mar Negro.

## Origen según la mitología griega
Aunque hoy son desconocidas las creencias de los tribalios sobre su propio origen, a través del texto romano Las guerras extranjeras de Apiano y las obras de Flavio Arriano nos ha llegado el mito griego sobre la fuente del nombre de esta rama de los tracios. Como era habitual en el sistema de creencias griego, insertaron dentro de los lazos familiares de sus propios dioses a nuevos dioses epónimos, representantes de los diversos pueblos que ellos conocían.
Esta es la genealogía más aceptada para el dios epónimo de los tribalios, Tribalo o Triballus:
- Urano y Gea engendraron a Crono.

- Crono y Rea engendraron a Poseidón.

- Poseidón y la ninfa Toosa engendraron al cíclope Polifemo.

- Polifemo y la nereida Galatea engendraron a Celto, Gálata e Ilirio (epónimos de los celtas, gálatas e ilirios), según otras fuentes Ilirio era hijo de Cadmo y Harmonía.

- Ilirio engendró a Autario (epónimo de los autariates).

- Autario engendró a Panonio (epónimo de los panonios).

- Finalmente Panonio engendró a Tribalo.

Tribalo fue utilizado como personaje por Aristófanes en la comedia Las aves, representando a un dios que se expresa ininteligiblemente profiriendo galimatías. En la obra, Poseidón y Heracles se burlan de Tribalo, manipulan su falta de entendimiento e intentan darle algunas lecciones de urbanidad. Habría que agregar que tribalio era un término de uso general en la Antigua Atenas para describir hombres toscos, obscenamente deslenguados y parásitos codiciosos, lo que no es raro considerando que los griegos calificaban a todos los tracios como pueblos bárbaros. Como se puede apreciar, Tribalo no era una divinidad que fuera objeto de culto, sino más bien un eslabón de una complicada cadena cosmológica, y en ocasiones una deidad bufa.

## Historia
El origen histórico de los tribalios también fue motivo de desacuerdo entre los primeros estudiosos. Mientras Esteban de Bizancio pensaba que eran una rama de los ilirios, Estrabón y Diodoro Sículo afirmaban que eran tracios. Esta última opinión es la que impera hasta hoy.
Según Tucídides, el año 424 a. C. los tribalios fueron atacados por Sitalces, rey de los odrisios, quien fue derrotado y perdió la vida en esta incursión. Por otra parte, la tribu no pudo resistir una nueva incursión de otro clan rival, y fueron derrotados por los autariatas, un pueblo ilirio vecino. La fecha de este último acontecimiento es incierta.
En 376 a. C., una gran columna de tribalios cruzó su frontera sur, los Montes Hemos (o Haemus), y avanzó hasta Abdera, sitiando dicha factoría jonia. El general Cabrias apareció providencialmente en la costa al mando de una flota ateniense, evitando el triunfo de los tribalios y obligándolos a retirarse.
Cuando Filipo II de Macedonia, en 339 a. C., volvía de su expedición contra los escitas, los tribalios se opusieron a permitirle el paso por los Montes Hemos, a menos que pagara como peaje una parte de su reciente botín. Las hostilidades se iniciaron con suerte para los tribalios, que vencieron. Filipo casi perdió la vida en esta campaña, pero aparentemente los tribalios fueron después sometidos por él.
Tras la muerte de Filipo, los tribalios tomaron nuevamente las armas contra Macedonia. Alejandro Magno se adentró en sus comarcas el año 334 a. C., cruzando el Hemo y persiguiéndolos hasta bien adentro en el territorio tracio, en la afluencia del río Ligino y el Danubio. El rey de los tribalios, Sirmio o Sirmo, se refugió en la isla de Peuce en el delta del Danubio, donde Alejandro finalmente no podría seguirlo. El cerco de hambre sostenido por el macedonio y el duro castigo infligido a los getas, aliados de los tribalios, indujo a Sirmo a solicitar la paz.
 Ptolomeo refiere que en el curso de esta expedición se unieron a Alejandro los celtas que vivían en torno al mar Adriático. 
Sirmo habría entregado a Alejandro un indeterminado número de mercenarios tribalios, que acompañaron al conquistador en sus triunfales campañas asiáticas.
En el siglo III a. C., los tribalios estuvieron en permanente conflicto con un nuevo reino celta surgido en la misma zona balcánica que ellos ocupaban, producto de las migraciones tardías venidas desde la  Europa Occidental y Central. Una de estas oleadas, comandada por el caudillo Ceretrio, penetró en el territorio de los tribalios y allí fundó el Estado de Tylis, que tuvo breve existencia, pues cayó el año 210 a. C.
La Tribalia sería asolada después por los romanos, quienes entraron en Tracia haciendo gran cantidad de esclavos y convirtiendo la zona en la Praefectura Civitatum Moesiae et Treballiae (después provincia de Mesia Inferior). Esta conquista romana data del año 28 a. C.]y fue realizada por las legiones de Octavio, quien al año siguiente sería proclamado Augusto. Gran parte de los tribalios abandonaron sus tierras, retirándose hacia el norte del delta fluvial del Danubio. Oescus se convirtió en una ciudad romana (Ulpia Oescus) y en el cuartel de la Legio V Macedonica, trasladada hasta allí por el emperador Aureliano el año 275 cuando el Imperio romano evacuó la Dacia.
La última mención conocida sobre los tribalios data también de fines del siglo III, de tiempos del emperador Diocleciano.